# Psammodius seiferti
Psammodius seiferti är en skalbaggsart som beskrevs av Rakovic 1994. Psammodius seiferti ingår i släktet Psammodius och familjen Aphodiidae. Inga underarter finns listade i Catalogue of Life.